# 風のクロノア 〜夢見る帝国〜
『風のクロノア 〜夢見る帝国〜』（かぜのクロノア ゆめみるていこく、欧米版タイトル：Klonoa: Empire of Dreams）は、2001年7月19日にナムコ（後のバンダイナムコゲームス）より発売されたゲームボーイアドバンス用パズルアクションゲームソフト。風のクロノアシリーズの一作。

## 概要
同じ携帯ゲーム機向け作品であるワンダースワン版『風のクロノア ムーンライトミュージアム』のパズル要素を継承しつつも、本作はゲームボーイアドバンスにハードが変わったことから、アクション性の強いステージやステージのギミックが追加されている。

## ステージ
ゲームは5つの街（ワールド）に分けられ、そのワールドは「ビジョン」という8つのステージに分けられる。ムーンライトミュージアム同様のパズルステージのほかに強制スクロールのアクションステージがあり、いずれか、もしくは両方をクリアすると各ワールドの最終ステージに挑戦できる。最終ステージはボスステージ。
- ワールド1 - ケンカシティ ガザランド
- ワールド2 - オペラタウン プレアミル
- ワールド3 - フードランド ジオブブ
- ワールド4 - 大樹の里 サヌタール
- ワールド5 - 王都 ル・エルジンバ
- EX